# Ротруда Трирская
Ротруда (фр. Rotrude, около 690 — 724) — первая супруга Карла Мартелла, мать Пипина Короткого, бабушка Карла Великого.

## Биография
Ни один современный Ротруде документ не называет её женой Карла Мартелла. Мозельские анналы упоминают о смерти Ротруды в 724 году. То, что смерть женщины упоминается в это время, может означать только одно: эта женщина являлась женой короля Меровингов или одного из главных князей франков. Несколько фактов говорят в пользу гипотезы, согласно которой она была супругой Карла Мартелла. Во-первых, он женился во второй раз вскоре после 725 года со Свангильдой, затем имя Ротруды регулярно появляется в родословной Карла Мартелла. Во-вторых в литании из «Liber confraternitatum Augiensis» приводится список из восьми мужских имен, которые соответствуют первым восьми правителям Каролингов («Karolus major domus, Pippin rex, Karlomannus major domus, Karolus imperator, Karlomannus, Karolus rex, Pippin rex, Bernardus rex»), за ним следуют девять женских имен («Ruadtrud, Ruadheid, Svanahild regina, Bertha regina, Hiltikart regina, Fastrat regina, Luitkart regina, Ruadheid, Irminkar regina»). Присутствие Бернара (умер в 817) и Эрменгарды (умерла в 818) и отсутствие Пипина I (умер в 838) и Людовика I Благочестивого (умер в 840) позволяют датировать составление списка между 818 и 838 годами. Ротруда фигурирует первой из трёх жён Карла Мартелла.
У Ротруды и Карла Мартелла было пятеро детей:
- Карломан, майордом франков
- Пипин III Короткий, король франков и отец Карла I Великого
- Хильтруда, супруга Одилона, герцога Баварии
- Ландрада
- Альда Франкская, супруга Тьерри I, графа Отёна.

После смерти Ротруды в 724 году Карл Мартелл женился на Свангильде. У них родился сын Грифон. У Карла также была любовница Руодхайд, с которой у него были дети: Бернар, Иероним, Ремигий и Альдана.